# Tele Top
Tele Top (TELE TOP d'après la dénomination que la chaîne se donne) est une chaîne de télévision locale suisse. Ses studios sont installés à Winterthour.

## Histoire de la chaîne
Tele Top a reçu une première concession pour émettre dans la région de Winterthour en 1985 et diffuse sa première émission en 1986 lors des élections à la ville de Winterthur. La chaîne s'appelle WINTI TV. Dans les années 90, la chaîne se rapproche d'autres médias locaux, notamment Tele D et Schaffhauser Fernsehen pour créer un concept de télévision régionale pour la Suisse orientale. Le 1er janvier 1999, WINTI TV est renommé en Tele Top et obtient une nouvelle concession de la part du Conseil Fédéral. En 2007, la chaîne dépose une demande de concession pour toucher la nouvelle redevance et pour étendre son aire de diffusion. Alors soutenue par le Gouvernement du Canton de Zurich et par divers autres gouvernements cantonaux, Tele Top est la directe concurrente de TeleZüri. Le 31 octobre 2008, elle obtient la concession face à TeleZüri et sera désormais diffusée sur une aire s'étendant sur toute la Suisse du Nord-Est.

## Organisation

### Dirigeants
- Günter Heuberger : Président-directeur général
- Stefan Nägeli : Directeur du programme
- Kathrin Röder : Rédacteur en chef
- Gianni Huber : Assurance de la qualité

### Diffusion
La chaîne émet par câble au nord du canton de Zurich, en Thurgovie, à Schaffhouse, de Wil au Toggenburg et dans les cantons de Saint-Gall et de Schwyz. Dès Janvier 2013, la chaîne est diffusée partout en Suisse via Swisscom TV.

## Émissions
- TOP News : informations
- TOP Spezial : actualités
- TOP Sport : informations sportives
- TOP Talk : talk-show
- TOP Pot : émission culinaire
- TOP Wetter : météo

## Audience
D'après IP Multimedia, Tele Top avait une audience de 110 000 auditeurs quotidiens en 2005.